# Тукенов, Нурлыгаин Тукенович
Нурлыгаин Тукенович Тукенов (1912 год — 1973 год, Алма-Ата, Казахстан) — геолог, начальник Южно-Казахстанского геологического управления Министерства геологии Казахской ССР, Джамбулская область, Казахская ССР. Герой Социалистического Труда (1966). Сыграл значительную роль в открытии месторождений, ставших промышленной базой цветной металлургии Казахской ССР. Заслуженный геолог Казахской ССР (1966).

## Биография
Родился 9 мая 1912 года в Акмолинском уезде Акмолинской области (ныне — Шортандинский район Акмолинской области Казахстана). Казах.
После окончания школы обучался с 1930 года на курсах чертёжников в стройкомбинате «Казжелстрое». С 1931 по 1934 год обучался в железнодорожном строительном техникуме. В 1941 году окончил геологоразведочный факультет Казахского горно-металлургического института. 
В 1941 году был призван в Красную Армию. Окончил Алма-Атинское военно-пехотное училище. Участвовал в Великой Отечественной войне. Демобилизовавшись в 1946 году, возвратился в Казахстан, где стал работать геологом Зыряновской геологической партии треста «Алтайцветметразведка».
В 1946 году был назначен начальником Зыряновской геологической партии, которая занимался геологической разведкой в горах Джунгарского Алатау. Благодаря его деятельности были обнаружены месторождения полиметаллов, которые стали разработкой Ачисайского полиметаллического комбината.
С 1948 года — начальник геологической разведочной партии в Джунгарском регионе. Руководил разведкой месторождений полезных ископаемых Текели и Керимбек, на основе которых был создан Текелийский свинцово-цинковый комбинат (сегодня входит в состав «Казцинка»).
В 1955 году назначен начальником Миргалимсайской геологоразведочной партии, после укрупнения которой стал начальником Каратауской геологоразведочной экспедиции Южно-Казахстанского геологического управления Министерства геологии и охраны недр Казахской ССР.
С 1960 года — первый заместитель председателя и с 1962 года — начальник Южно-Казахстанского геологического управления. Руководил геологической разведкой месторождений полезных ископаемых в областях Южного Казахстана и освоении свинцово-цинковых месторождений, которые стали промышленной областью разработки Балхашского горно-металлургического комбината. В 1966 году удостоен звания Героя Социалистического Труда за высокие трудовые достижения.
Скончался 27 ноября 1973 года, похоронен на Кенсайском кладбище города Алма-Ата.
Память
Его именем названа улицы в посёлке Кантаги и городе Кентау, на доме, в котором он жил в Алма-Ате, к его 100-летию установлена мемориальная доска.
Награды
- Герой Социалистического Труда — указом Президиума Верховного Совета СССР от 4 июля 1966 года
- Орден Ленина (04.07.1966)
- Орден Трудового Красного Знамени (29.04.1963, 20.04.1971)
- медали